# Terencjusz Albert O’Brien
Terencjusz Albert O’Brien (ur. w 1601 w Tough w hrabstwie Limerick, zm. 31 października 1651 w Limerick) – błogosławiony Kościoła katolickiego, irlandzki dominikanin, biskup, męczennik.

## Życiorys
Wstąpił do zakonu dominikanów w 1622 r. Uczył się w Hiszpanii, prawdopodobnie w Toledo. W 1627 r. otrzymał święcenia kapłańskie i powrócił do Irlandii. W 1643 r. został wybrany prowincjałem. Po zajęciu Limerick przez wojska Cromwella został aresztowany. Powieszono go 31 października 1651 r, a jego głowę zatknięto na bramie Limerick.
Został beatyfikowany przez Jana Pawła II 27 września 1992 r. w grupie 17 męczenników irlandzkich.